# شهرستان هادروت (استان خودمختار قره‌باغ کوهستانی)
شهرستان هادروت (ارمنی: Հադրութի շրջան) یکی از شهرستان‌های استان خودمختار قره‌باغ کوهستانی بود. مرکز این شهرستان شهر هادروت (شهرک) بود. جمعیت این شهرستان بر اساس سرشماری سال ۱۹۷۹ بالغ بر ۱۴۷۹۲ تن بود.

## ساختار جمعیتی
| سال  | ارمنی‌ها | %    | آذری‌ها | %    | روس‌ها | %   | مجموع  |
| ---- | ------- | ---- | ------ | ---- | ----- | --- | ------ |
| ۱۹۲۶ | ۲۴٬۶۸۵  | ۹۷٬۸ | ۴۴۳    | ۱٬۸  | ۷۶    | ۰٬۳ | ۲۵٬۲۴۷ |
| ۱۹۳۹ | ۲۵٬۹۷۵  | ۹۵٬۷ | ۷۲۷    | ۲٬۷  | ۳۴۹   | ۱٬۳ | ۲۷٬۱۲۸ |
| ۱۹۵۹ | ۱۵٬۶۷۶  | ۹۳٬۳ | ۱٬۰۳۱  | ۶٬۱  | ۷۴    | ۰٬۴ | ۱۶٬۸۰۸ |
| ۱۹۷۰ | ۱۳٬۹۳۷  | ۸۷٬۵ | ۱٬۶۶۵  | ۱۰٬۴ | ۱۵۰   | ۰٬۹ | ۱۵٬۹۳۷ |
| ۱۹۷۹ | ۱۲٬۴۸۹  | ۸۴٬۴ | ۲٬۲۳۹  | ۱۵٬۱ | ۳۹    | ۰٫۳ | ۱۴٬۷۹۲ |